# Steinbach (Schleusegrund)

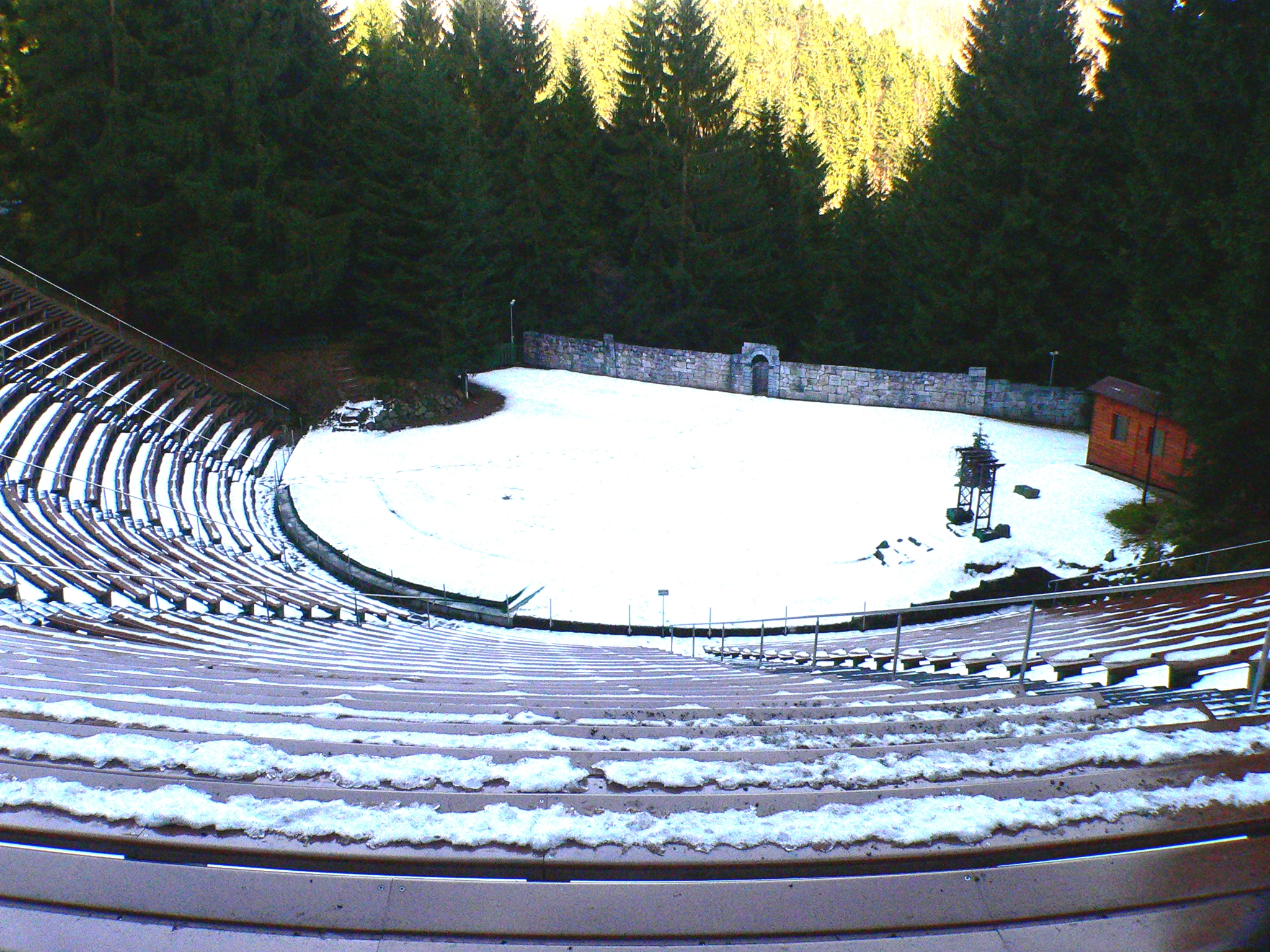
Naturbühne

Steinbach ist ein Ortsteil der Gemeinde Schleusegrund im Landkreis Hildburghausen in Thüringen.

## Lage
Steinbach ist erreichbar über die Kreisstraße 519. Das Dorf liegt auf einer höheren Ebene des Thüringer Waldes und ist der höchstgelegene Ortsteil der Gemeinde.

## Geschichte
Bis 1815 gehörte der Ort zum hennebergischen bzw. kursächsischen Amt Schleusingen und gelangte dann an den Kreis Schleusingen der neugebildeten preußischen Provinz Sachsen, bei dem er bis 1945 verblieb. Die Naturbühne für die Urlauberregion wurde 1955–1957 als Natur-Theater „Deutsch-Sowjetische Freundschaft“ errichtet.